# Ozi - La voce della foresta
Ozi - La voce della foresta (Ozi: Voice of the Forest) è un film d'animazione del 2024 diretto da Tim Harper. 
È stato l'ultimo film in cui ha partecipato l'attore Donald Sutherland, poco prima della morte.
In questo film ha prestato la voce al personaggio di Smiley. 

## Trama
Un orfano di organo usa le sue capacità di influencer per cercare di salvare la sua casa dalla deforestazione. Lungo il suo viaggio farà la conoscenza di nuovi amici e compirà nuove esperienze che gli cambieranno la vita.

## Distribuzione
Il film è stato distribuito nelle sale cinematografiche italiane a partire dal 19 settembre 2024.